# Stadtliga Bratislava 1939/40
Die Stadtliga Bratislava 1939/40 war die einzige Spielzeit für die von der deutschen Minderheit in der slowakischen Stadt Bratislava gegründeten Vereine, die von der Teilnahme an der Slowakischen Liga mit der Annexion durch das Deutsche Reich am 14. März 1939 und dessen Proklamation als Slowakische Republik zunächst ausgeschlossen waren und in dieser die Deutsche Karpatenmeisterschaft ausspielten.
Meister wurde der 1933 auf Initiative der führenden Funktionäre der KdP gegründete Deutsche Sport-Klub Bratislava, als Schaufenster der deutschen Nationalisten in Bratislava und bis 1937 in keinem Wettbewerb Teilnehmer.
| Pl. | Verein                   | Sp. | S  | U | N  | Tore    | Diff. | Punkte |
| --- | ------------------------ | --- | -- | - | -- | ------- | ----- | ------ |
| 1.  | DSK Bratislava           | 12  | 10 | 0 | 2  | 074:150 | +59   | 20:40  |
| 2.  | BTC Prievoz              | 12  | 8  | 1 | 3  | 043:230 | +20   | 17:70  |
| 3.  | BTC Bratislava           | 12  | 7  | 1 | 4  | 049:280 | +21   | 15:90  |
| 4.  | BULE Bratislava          | 12  | 6  | 0 | 6  | 032:460 | −14   | 12:12  |
| 5.  | SK Donaustadt Bratislava | 12  | 4  | 1 | 7  | 030:370 | −7    | 09:15  |
| 6.  | SK Admira Bratislava     | 12  | 2  | 0 | 10 | 020:680 | −48   | 04:20  |
| 7.  | SK Blumenthal Bratislava | 12  | 1  | 1 | 10 | 013:410 | −28   | 03:21  |